# Daniel Dumitrescu
Daniel Dumitrescu, född den 23 september 1968, är en rumänsk boxare som tog OS-silver i fjäderviktsboxning 1988 i Seoul. I finalen förlorade Dumitrescu mot italienaren Giovanni Parisi.